# Radek Zálešák
Radek Zálešák (* 26. března 1964) je bývalý československý fotbalista.

## Fotbalová kariéra
V lize hrál za Slavii Praha. V československé lize nastoupil v 64 utkáních a dal 1 gól.

## Ligová bilance
| Ročník                                   | Zápasy | Góly | Klub         |
| ---------------------------------------- | ------ | ---- | ------------ |
| 1. československá fotbalová liga 1982/83 | 7      | 0    | Slavia Praha |
| 1. československá fotbalová liga 1983/84 | 6      | 0    | Slavia Praha |
| 1. československá fotbalová liga 1984/85 | 1      | 0    | Slavia Praha |
| 1. československá fotbalová liga 1986/87 | 1      | 0    | Slavia Praha |
| 1. československá fotbalová liga 1987/88 | 10     | 0    | Slavia Praha |
| 1. československá fotbalová liga 1988/89 | 14     | 1    | Slavia Praha |
| 1. československá fotbalová liga 1989/90 | 25     | 0    | Slavia Praha |
| CELKEM                                   | 64     | 1    |              |